# Saeculum obscurum
Saeculum Obscurum (latim para: Idade das trevas) é um termo que designa um período na história do Papado que se estendeu da primeira metade do século X, com a instalação do Papa Sérgio III em 904 por sessenta anos, e terminou após a morte do Papa João XII em 963. Algumas fontes afirmam que este período foi menor, tendo durado apenas 30 anos e terminado com 935 com o reino do Papa João XI.
O período foi primeiramente identificado e nomeado pelo Cardeal italiano e historiador eclesiástico César Barônio em seu Annales Ecclesiastici, no século XVI, cuja fonte primária foi de Liuprando de Cremona. O historiador Will Durant se refere ao período de 867-1049 como o ponto "mais baixo do papado". Outros estudiosos têm utilizado termos pejorativos para este período, como Pornocracia (originalmente nomeado em alemão: Pornokratie - porno, prostituta e kratein, governo) ou ainda Governo de Meretrizes (Alemão: Hurenregiment), ambos inventados por teólogos protestantes alemães no século XIX.

## História
Durante este período, os Papas eram fortemente influenciados por uma poderosa família aristocrática, Theofilato e seus parentes  e sob forte influência de mulheres - embora não fossem prostitutas - em especial Teodora e sua filha Marózia. A família Teofilato ocupava posições de importância crescente na nobreza romana; Teodora (mãe) e suas filhas, Teodora e Marozia tinham uma grande influência sobre a escolha do papa e dos assuntos religiosos em Roma, através de conspirações, negociatas e casamentos.
De acordo com Antapodosis sive Res per Europam gestae (958-62), de Liuprando de Cremona (c. 920-72), Marozia teria sido concubina do papa Sérgio III, quando ela tinha 15 anos e mais tarde teve outros amantes e maridos. Segundo Liuprando, João X foi nomeado para o cargo por Teodora, Marozia tornou-se sua amante e mais tarde o assassinou através de seu marido, Guido da Toscânia, para eleger seu favorito atual como o Papa Leão VI, que posteriormente também foi assassinado e substituído pelo filho de Marózia, como o Papa João XI.

## Lista dos papas durante o Saeculum obscurum
- Papa Sérgio III (904-911), suposto amante de Marozia
- Papa Anastácio III (911-913)
- Papa Lando (913-914)
- Papa João X (914-928), suposto amante de Teodora (a mãe), alegadamente morto por Marozia
- Papa Leão VI (928-928)
- Papa Estêvão VII (928-931)
- Papa João XI (931-935), filho de Marozia e ,supostamente, com o Papa Sérgio III, mas oficialmente filho de Alberico I de Espoleto.
- Papa Leão VII (936-939)
- Papa Estêvão VIII (939-942)
- Papa Marinho II (942-946)
- Papa Agapito II (946-955)
- Papa João XII (955-963), neto de Marozia, por seu filho Alberico II de Espoleto

## Ver Também
- Papisa Joana, (lendária, provavelmente fictícias, as lendas sobre ela podem ter se originado de histórias sobre a Saeculum Obscurum)
- Lista de papas sexualmente ativos
- Sínodo do Cadáver